# Struttura secondaria del fusto
La struttura secondaria del fusto è data da due importanti tessuti meristematici: il cambio cribro-vascolare e il cambio suberofellodermico.
Dal cambio cribro-legnoso traggono origine lo xilema secondario e il floema secondario. L'origine del cambio-cribro legnoso viene dal procambio, posto tra xilema e floema primari. La struttura del fusto varia tra Gimnosperme e Angiosperme e tra i singoli generi di queste divisioni.
Il floema e xilema secondario originato dal cambio, durante il risveglio vegetativo proliferano, lo xilema è sempre in percentuale maggiore rispetto al floema. Il primo trasporta acqua e sali minerali non elaborati che vengono poi trasformati in prodotti per il metabolismo; il floema, in percentuale minore, è adibito al trasporto delle sostanze elaborate dalle foglie verso tutte le regioni dell'organismo. La dispersione di molte sostanze grezze trasportate dallo xilema durante i numerosi processi metabolici, spiega come mai tessuti xilematici siano in percentuale maggiore di quelli floematici.
L'accrescimento secondario del cambio cribro-legnoso comporta un aumento del diametro del fusto, aumentando di volume le cellule dell'epidermide vanno a fratturarsi e possono così facilitare l'ingresso di patogeni esterni. Per questo in corrispondenza alla crescita del cambio cribro-legnoso, si forma una seconda struttura secondaria: il cambio subero-fellodermico.